# L'Extase de saint François (Le Caravage)
Pour les articles homonymes, voir L'Extase de saint François.
L'Extase de saint François  (en italien San Francesco in estasi, et quelquefois en français : Saint François recevant les stigmates) est un tableau de Caravage peint vers 1597 et conservé au Wadsworth Atheneum de Hartford. Il constitue l'une des premières peintures sacrées du peintre.

## Historique
Ce tableau date de la fin de l'activité de Caravage chez le Cavalier d'Arpin. Il fait partie ensuite de la collection d'Ottavio Costa, banquier des papes, puis de celle du cardinal del Monte, protecteur de Caravage, mais seulement à la fin de sa vie.
Plusieurs des copies de ce tableau seraient de la main de son assistant et modèle Mario Minniti (celle du musée d'Udine (it) par exemple).

## Description
Si La Légende dorée de Jacques de Voragine est la source de cet épisode de la vie de saint François qui permet sa représentation, maintes fois utilisée par les peintres depuis Giotto, le saint n'est pas représenté en « poverello » suivant l'iconographie médiévale mais en habit de moine capucin.
Soutenu par un ange en pleine lumière disproportionné (de même figure que celle du musicien du Concert), François s'abandonne à l'extase, évanoui, une blessure au côté droit qu'on croit deviner par la déchirure de sa robe. Une des mains, ouverte, ne trahit néanmoins aucune blessure ni stigmate. Dans l'obscurité crépusculaire se distinguent à gauche le frère Léon, les bergers en contrebas autour d'un feu, quelques plantes et des silhouettes d'arbres.